# Michael Waltrip
Michael Waltrip (Owensboro, 30 de abril de 1963) é um automobilista, irmão mais novo do ex-tricampeão da NASCAR Darrell Waltrip.

## Carreira

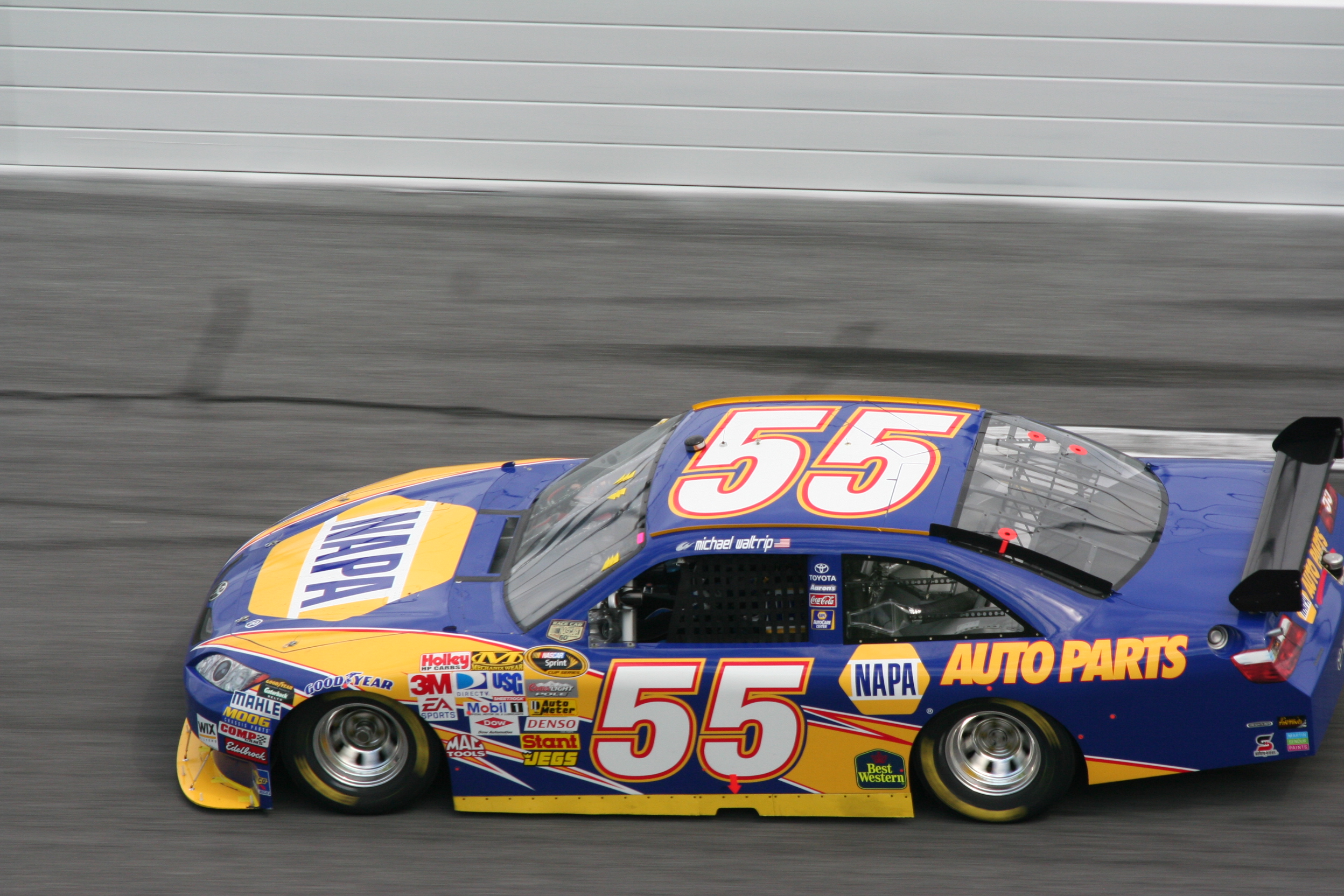
Carro de Michael Waltrip na NASCAR Cup Series em 2008.

Michael Waltrip iniciou sua carreira no automobilismo com 10 anos de idade pilotando karts. Em 1981 corria já em carros de turismo no seu estado natal do Kentucky vencendo o Goody's Dash Series em 1983.
Waltrip debutou na NASCAR em 1985 correndo na Coca-Cola 600 em Charlotte. Venceu sua primeira prova na Busch Series, divisão de acesso da NASCAR, na sua quarta corrida em 1988. Venceu a The Winston em 1996, prova que não conta pontos para o campeonato.
Sua primeira vitória na Nextel Cup ocorrerá apenas na 464ª prova disputada e justamente a mais importante de toda a categoria, a Daytona 500, em 2001. Prova que conquistaria outra de suas quatro vitórias em 2003.

## Vitórias
NASCAR - Nextel Cup
- 2001 - Daytona 500 (Daytona)
- 2002 - Pepsi 400 (Daytona)
- 2003 - Daytona 500 (Daytona) e EA Sports 500 (Talladega)

NASCAR - Busch Series
- 1988 - Grand National 200 (Dover)
- 1989 - Kroger 200 (IRP)
- 1990 - Pontiac 200 (Richmond) e Budweiser 200 (Dover)
- 1992 - Gatorade 200 (Darlington)
- 1993 - Budweiser 250 (Bristol) e Champion Spark Plug 300 (Charlotte)
- 1999 - All Pro Bumper to Bumper 300 (Charlotte)
- 2002 - Cabela's 250 (Michigan)
- 2003 - Food City 250 (Bristol)
- 2004 - Pepsi 300 (Nashville)

NASCAR - Camping World Truck Series
- 2011 - NextEra Energy Resources 250 (Daytona)

NASCAR - K&N Pro Series West
- 1997 - NASCAR 500k (Pikes Peak)